# Cheyenne Mountain Air Force Station

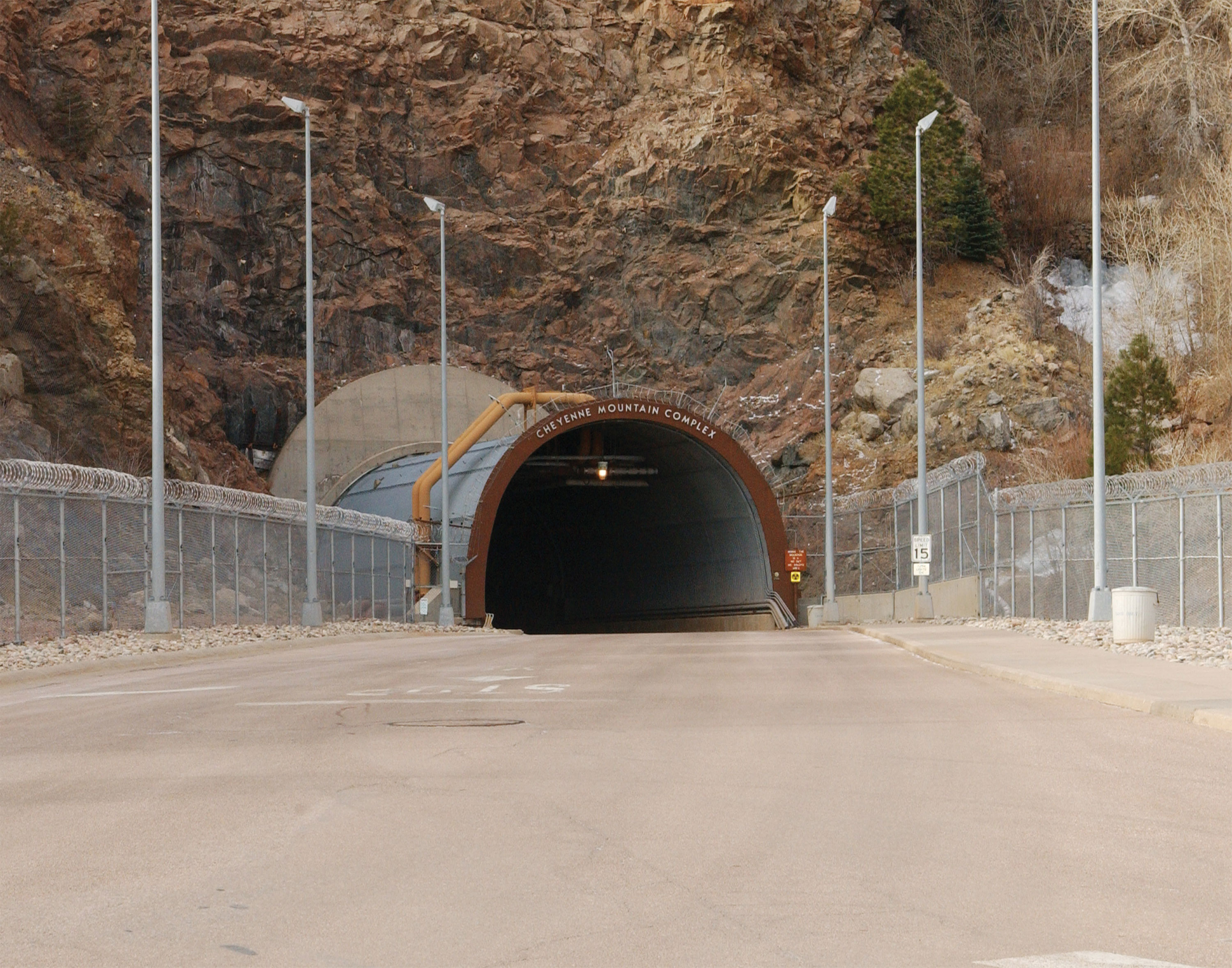
Wejście

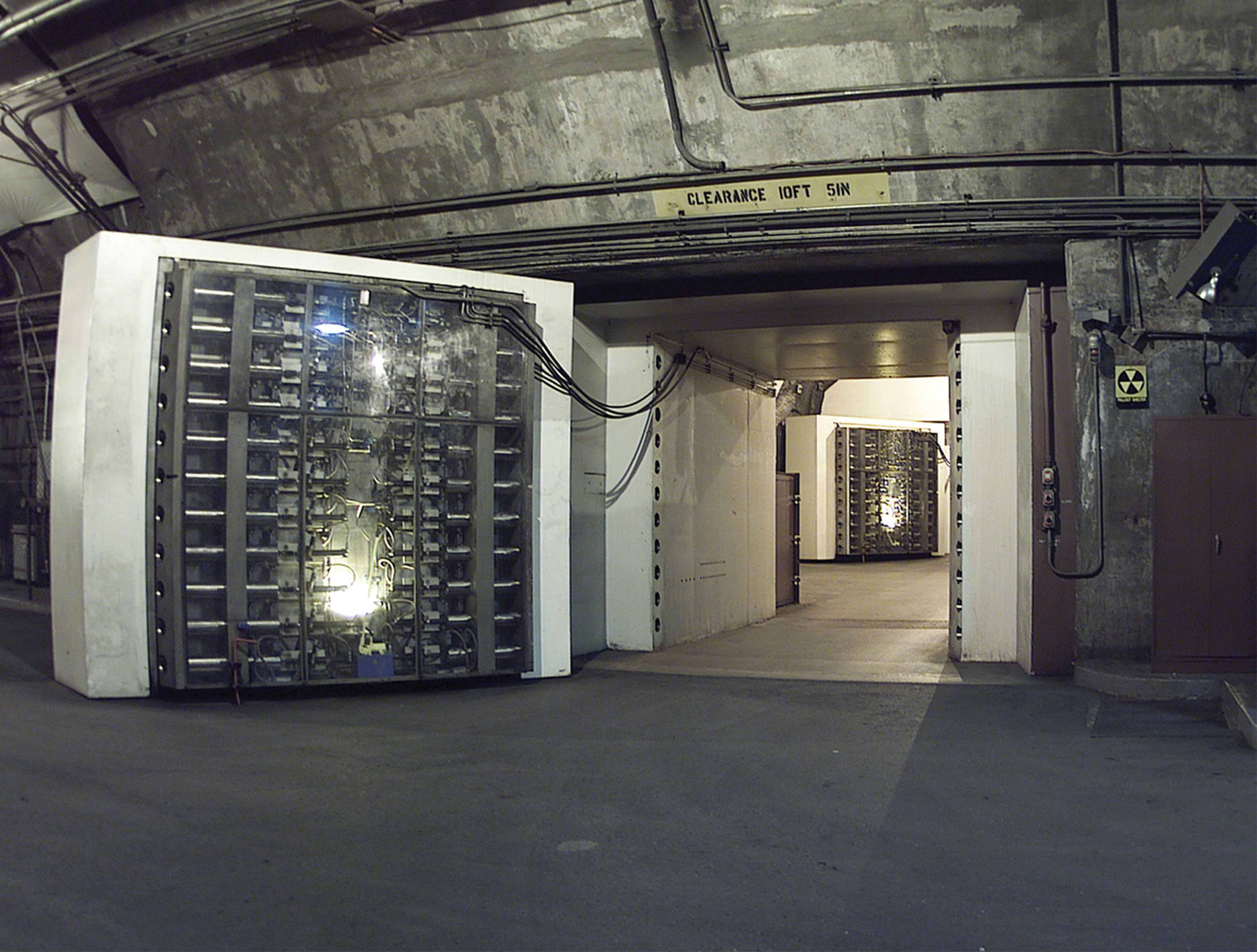
Superwytrzymałe drzwi

Cheyenne Mountain Air Force Station – baza armii amerykańskiej zlokalizowana w Kolorado, we wnętrzu góry, w której znajduje się stanowisko dowodzenia Armii Stanów Zjednoczonych NORAD.

## Historia
W celu ochrony terytorium USA i jego sojuszników przewidywano budowę i modernizację 27 centrów na całym świecie za łączną sumę 8,5 miliarda dolarów. Budowa CMAFS rozpoczęła się w maju 1961 roku i trwała do lutego 1966 roku. Koszty budowy wyniosły 142 miliony dolarów US, co w 1999 roku odpowiadałoby 18 miliardom dolarów US. Od tego czasu centrum jest stale unowocześniane i rozbudowywane.

## Cele i zadania
Celem jednostki jest kontrola przestrzeni powietrznej i kosmicznej nad Ameryką Północną. Należy do tego:
- wykrywanie, obserwacja i szacowanie stopnia zagrożenia obiektów w przestrzeni kosmicznej,
- wykrywanie i ostrzeganie przed atakiem na Amerykę Północną (atak lotniczy, rakietowy czy z pojazdów umieszczonych na orbicie),
- współpraca i dostarczanie informacji innym szczeblom dowodzenia,
- zapewnienie kontroli i obrony w przestrzeni powietrznej USA i Kanady,

Dodatkowo NORAD zajmuje się śledzeniem samolotów podejrzanych o przemyt narkotyków na teren USA i współpracuje w tej sprawie z innymi agencjami rządowymi.

## Kultura masowa
- W serialu Gwiezdne Wrota wewnątrz tej bazy znajdują się tytułowe Wrota oraz garstka wojskowych, którzy wiedzą o ich istnieniu. Plan filmowy nie naśladuje bazy, w serialu pojawiają się jednak ujęcia nakręcone w CMAFS.
- W filmie Gry wojenne z 1983 duża część akcji dzieje się w siedzibie NORAD. Na potrzeby filmu zbudowano dekoracje za milion dolarów, m.in. odtworzono superwytrzymałe drzwi. Sama hala główna w tamtych czasach nie była tak nowoczesna (komputery z lat 50)[2].